# Мауги, Ронни
Ронни Мауги (англ. Ronnie Mauge; 10 марта 1969, Ислингтон, Англия) — английский и тринидадский футболист, защитник.

## Карьера
Воспитанник клуба «Чарльтон Атлетик». В 18 лет попал в основной состав родной команды, однако за неё Мауги не сыграл ни одного матча. В 1991 году он сыграл 10 матчей в английской Футбольной лиге за «Манчестер Сити». Также выступал за другие известные британские команды: «Фулхэм», «Плимут Аргайл», «Бери» и «Бристоль Роверс». Завершал свою карьеру Мауги в любительском клубе «Уиттон Юнайтед». В нём он выполнял роль играющего тренера.

## Сборная
Родители футболиста были выходцами из Тринидада и Тобаго. По этой причине защитник в 2000 году принял решение выступать за национальную сборную этой страны. В 2000 году Мауги вместе с ней стал бронзовым призёром Золотого Кубка КОНКАКАФ в США. Всего за тринидадцев он провел восемь игр и забил один гол.

## Достижения
- Бронзовый призёр Золотого кубка КОНКАКАФ (1): 2000.